# Malik Zidi
Pour les articles homonymes, voir Zidi.
Malik Zidi, né le 14 février 1975 à Châtenay-Malabry, est un acteur français.

## Biographie
Malik Zidi est né d'un père d'origine algérienne, informaticien, et d'une mère bretonne, pharmacienne, originaire de Concarneau. Il passe son adolescence à Saint-Maur-des-Fossés, dans le Val-de-Marne, puis il s'installe à Paris à l'âge de dix-huit ans.
À vingt-quatre ans, il décide de devenir acteur et intègre les cours d’art dramatique de Véronique Nordey, à l'École de théâtre Véronique-Nordey. Son premier rôle, en 1997, au théâtre de Proposition (aujourd'hui implanté à Marseille), est le personnage de l'étudiant dans la pièce Fatima-en-France de Nora Boublil. Il s'y fait remarquer puis joue dans le court-métrage de Sébastien Lifshitz, Les Corps ouverts, puis dans son premier long métrage, Place Vendôme, de Nicole Garcia.  Il se fait connaître dans Gouttes d'eau sur pierres brûlantes de François Ozon au côté de Bernard Giraudeau et de Ludivine Sagnier.
En 2020, il publie son premier roman, intitulé L'Ombre du soir.

## Filmographie

### Cinéma

#### Longs métrages
- 1998 : Place Vendôme de Nicole Garcia – Le fils de Samy
- 1998 : Le Onzième Commandement de Mama Keïta –
- 1999 : Deuxième Vie, de Patrick Braoudé – Le serveur du cybercafé
- 1999 : Gouttes d'eau sur pierres brûlantes de François Ozon – Franz
- 1999 : Un monde presque paisible de Michel Deville – Joseph
- 2002 : Froid comme l'été de Jacques Maillot – Laurent
- 2003 : Un moment de bonheur d'Antoine Santana – Philippe
- 2003 : Mes enfants ne sont pas comme les autres de Denis Dercourt – Thomas
- 2004 : Les Temps qui changent d'André Téchiné – Sami
- 2004 : Mariage avec mon fils de Pierre Berecz
- 2006 : Oublier Cheyenne de Valérie Minetto  – Pierre
- 2006 : Les Oiseaux du ciel/Après l'océan d'Éliane de Latour – Bruno
- 2006 : Les Amitiés maléfiques, d'Emmanuel Bourdieu – Eloi Duhaut
- 2006 : Le Grand Meaulnes de Jean-Daniel Verhaeghe – Franz
- 2007 : Jacquou Le Croquant de Laurent Boutonnat – Le touffu adulte
- 2008 : Clara de Helma Sanders Brahms – Johannes Brahms
- 2009 : Un chat un chat de Sophie Fillières – Antoine
- 2009 : La Dame de trèfle de Jérôme Bonnell – Aurélien
- 2009 : Ex de Fausto Brizzi – Marc
- 2011 : Amaro amore de F.H. Pepe –
- 2011 : L'Ordre et la Morale de Mathieu Kassovitz – Jean-Pierre Picon
- 2012 : Un enfant de toi de Jacques Doillon – Victor
- 2012 : Les Lignes de Wellington de Raoul Ruiz et Valeria Sarmiento – Octave de Ségur
- 2013 : La Marche de Nabil Ben Yadir – Philippe
- 2015 : La Volante de Christophe Ali et Nicolas Bonilauri – Thomas Lemans
- 2015 : Le Ciel du centaure d'Hugo Santiago – L'ingénieur
- 2015 : Made in France de Nicolas Boukhrief – Sam
- 2015 : Marie Curie de Marie-Noëlle Sehr – André-Louis Debierne
- 2017 : Le Secret de la chambre noire de Kiyoshi Kurosawa – Thomas
- 2017 : Gauguin : Voyage de Tahiti d'Édouard Deluc – Henri Vallin
- 2018 : Tout ce qu'il me reste de la révolution de Judith Davis – Saïd
- 2019 : Play de Anthony Marciano – Mathias
- 2020 : Vers la bataille d'Aurélien Vernhes-Lermusiaux – Louis
- 2021 : Oxygène d'Alexandre Aja – Léo Ferguson
- 2022 : Goutte d'Or de Clément Cogitore - Michaël
- 2024 : Le Mangeur d’âmes de Julien Maury et Alexandre Bustillo - Fabrice Gonnet
- 2024 : Quand vient l’automne de François Ozon - Laurent

#### Courts métrages
- 1997 : Les Corps ouverts de Sébastien Lifshitz
- 2006 : Rendez-vous au tas de sable de Nicolas Bikialo
- 2007 : Le Baiser de Yann Coridian
- 2008 : Tu n'es plus là (clip d'Amel Bent) par Karim Ouaret
- 2008 : Faits divers de Bill Barluet
- 2011 : Le Silence et l'Oubli de Christophe Delsaux
- 2011 : Robbery on the Champs-Élysées de Donna Vermeer
- 2014 : Sire Gauvain et le chevalier vert de Martin Beilby

### Télévision
- 1999 : Le juge est une femme de Pierre Boutron
- 2000 : Ma chair et mon sang de Brigitte Roüan
- 2000 : Sa mère, la pute (téléfilm) de Brigitte Roüan
- 2001 : Paranoïa de Patrick Poubel
- 2004 : Sissi, l'impératrice rebelle de Jean-Daniel Verhaeghe
- 2004 : Les Thibault de Jean-Daniel Verhaeghe –
- 2004 : Le Père Goriot de Jean-Daniel Verhaeghe  – Eugène de Rastignac
- 2005 : Les Rois maudits (saison 1) de Josée Dayan
- 2006 : Les Zygs de Jacques Fansten
- 2007 : Les Camarades de François Luciani – François Marchasky
- 2007 : Miroir, mon beau miroir… de Serge Meynard
- 2008 : La mort n'oublie personne de Laurent Heynemann – Jean Ricouart
- 2008 : Vénus et Apollon (saison 2) de Pascal Lahmani
- 2009 : Douce France de Stéphane Giusti – Mourad Chaouche
- 2009 : Après moi de Stéphane Giusti – Hugo
- 2010 : Mystères de Lisbonne de Raoul Ruiz – Armagnac
- 2012 : L'Affaire Gordji : Histoire d'une cohabitation de Guillaume Nicloux – Luc Delair
- 2013 : Berthe Morisot de Caroline Champetier – Édouard Manet
- 2018 : Nox (série télévisée) de Mabrouk El Mechri – Raphaël
- 2021 : Gloria de Julien Colonna – Denis Gauvin
- 2022 : Qu'est-ce qu'elle a ma famille ? d'Hélène Angel – Mathieu
- 2022 : Disparition inquiétante (série, épisode 5 « Consentement parental »), réalisé par Stéphanie Pillonca : Ludovic Minghetti
- 2024 - 2025 : Demain nous appartient - Michaël Feray (saisons 7 et 8)
- 2024 : Enquête Parallèle, épisode Un crime presque parfait - Rémi

### Doublage
- 2013 : Loulou, l'incroyable secret d'Éric Omond – Loulou

## Théâtre
- 1997 : Fatima-en-France de Nora Boublil, mise en scène de Stéphan Boublil, Théâtre de Proposition
- 1999 : Iphigénie mise en scène de Véronique Nordey, Théâtre Gérard-Philipe
- 2010 : Un temps camarade de Vladimir Maïakovski, mise en scène de Malik Zidi, Festival mises en capsules

## Publication
- 2020 : L'Ombre du soir (roman), éditions Anne Carrière

## Distinctions
Sauf indication contraire, les informations mentionnées dans cette section peuvent être confirmées par les bases de données cinématographiques IMDb et Allociné,  présentes dans la section « Liens externes ».

### Décoration
- 2013 :  Chevalier de l'ordre des Arts et des Lettres [2]

### Récompenses
- Prix Beaumarchais 1997 pour la pièce de théâtre Fatima en France[réf. nécessaire]
- Berlinale 2001 : EFP Shooting Star
- César 2007 : Meilleur espoir masculin pour Les Amitiés maléfiques
- Festival du cout métrage de Nice 2008 : Prix d’interprétation masculine pour Le Baiser[réf. nécessaire]

### Nominations
- 2001 : révélations du cinéma européen[Quoi ?][réf. nécessaire]
- César 2001 : Meilleur espoir masculin pour Gouttes d'eau sur pierres brûlantes
- César 2003 : Meilleur espoir masculin pour Un moment de bonheur
- César 2005 : Meilleur espoir masculin pour Les Temps qui changent
- Prix Lumières 2007 : révélation masculine pour Les Amitiés maléfiques
- Prix de l'Association des critiques de séries 2018 : meilleur acteur pour Nox

### Jury de festival
- 2009 : Membre du jury du Festival de cinéma européen des Arcs